# BC 라이언스
| BC 라이언스    |                                                                   |
| 디비전         | 웨스트 디비전                                                     |
| 설립연도       | 1954년                                                            |
| 해체연도       |                                                                   |
| 역사           | BC 라이언스 (1954년~현재)                                         |
| 경기장         | BC 플레이스                                                       |
| 연고지         | 브리티시컬럼비아주 벤쿠버                                         |
| 구단주         | 데이비드 브레일리                                                 |
| 단장           | 월리 보노                                                         |
| 감독           | 월리 보노                                                         |
| 디비전 우승    | 10회 (1963, 1964, 1983, 1985, 1988, 1994, 2000, 2004, 2006, 2011) |
| 그레이 컵 우승 | 6회 (1964, 1985, 1994, 2000, 2006, 2011)                          |
| 영구 결번      | 5, 15, 22, 30, 38, 52, 60, 75, 81, 97                             |

BC 라이언스(BC Lions)는 캐나다 브리티시컬럼비아주 벤쿠버를 연고지로 하는 CFL의 웨스트 디비전 소속팀이다.

## 같이 보기
- 캐나디안 풋볼